# Yves Noël Balmer
Pour les articles homonymes, voir Balmer.
Yves Noël Balmer, né le 24 décembre 1978 à Herisau (originaire de Schüpfheim), est une personnalité politique appenzelloise, membre du Parti socialiste suisse (PS). Il est membre du Conseil d'État du canton d'Appenzell Rhodes-Extérieures depuis 2019.

## Biographie
Yves Noël Balmer naît le 24 décembre 1978 à Herisau, dans le canton d'Appenzell Rhodes-Extérieures. Il est originaire de Schüpfheim, dans le canton de Lucerne[à vérifier]. Il a deux frères aînés.
Il grandit et fait son école primaire à Herisau, puis son école secondaire à Romanshorn. Après un apprentissage de photographe de 1996 à 1999, il obtient un diplôme d'économiste d'entreprise à la Haute école spécialisée du Nord-Ouest de la Suisse en 2003 puis un brevet fédéral de planificateur en marketing en 2006.
Il est chef d'un service à la clientèle à partir de 2001. De 2004 à 2006, il séjourne en Finlande pour mettre en place une filiale de l'entreprise pour laquelle il travaille. Il change ensuite d'employeur en 2008 et devient chef de la distribution et du marketing pour l'entreprise Peter Hahn à Herisau,.
À la fin 2010, il reprend l'exploitation du cinéma Cinetreff d'Herisau. Il en préside l'association qui veille à sa conservation.
Il est marié et père d'un enfant. Il habite à Herisau.

## Parcours politique
Il adhère au PS à son retour de Finlande à la fin des années 2000.
Il devient président du PS de la commune d'Herisau en 2008. En 2009, il est élu tant au parlement d'Herisau qu'au Conseil cantonal d'Appenzell Rhodes-Extérieures. L'année suivante, il accède à la présidence du PS d'Appenzell Rhodes-Extérieures. Il exerce tous ces mandats jusqu'en 2019. En janvier 2019, le St. Galler Tagblatt le considère comme l'un des politiciens les plus doués du canton et le porte-drapeau de son parti.
Il est confortablement élu conseiller d'État du canton d'Appenzell Rhodes-Extérieures le 10 février 2019, seuls cinq candidats s'étant présentés pour les cinq sièges au gouvernement. Il y succède à Matthias Weishaupt et prend la tête du département de la santé et des affaires sociales le 1er juin 2019,.

### Positionnement politique
Le St. Galler Tagblatt le qualifie de socialiste modéré et pragmatique.
Lors de ses mandats parlementaires, il s'est notamment distingué en luttant pour un système fiscal plus équitable et en dénonçant les dérives de la concurrence fiscale. Il contribue notamment en 2012 à l'abolition des forfaits fiscaux dans son canton, sa plus grande victoire politique à la tête du PS.